# Juventude Imperial
Grêmio Recreativo Escola de Samba Juventude Imperial é uma escola de samba de Juiz de Fora (Minas Gerais). É uma das maiores mais tradicionais da cidade, tendo conquistado quatro títulos.

## História
A escola de samba Juventude Imperial foi fundada em março de 1964 na Vila Olavo Costa, sua origem está ligada ao Bloco do Olavo, nasce do antigo bloco denominado "Bloco do Olavo", criado por alguns sambistas do bairro no ano de 1963, e posteriormente  chamado de "Bloco Juventude Imperial". No ano seguinte, torna-se oficialmente Escola de Samba. A Juventude Imperial, construída por grandes nomes da cultura em Juiz de Fora como David Chaves e Flavinho da Juventude. É umas das escolas que mais se sagrou campeã do Carnaval, com sambas que até hoje marcam a memória da população juizforana como "A Juventude e seu Tarol".
Seus maiores feitos foi vencer o carnaval por quatro anos consecutivos em 1970, 1971, 1972 e 1973.
Em 2005, foi consagrada campeã junto com mais duas escola, considerando um empate.
Em 2008, defendeu como enredo O Último Baile da Ilha Fiscal, com o qual conquistou o quinto lugar.
Em 2009, com o enredo Do doce sabor da manga, o meu tronco é a Marrom Alcione, terminou em 4º lugar próximo de descer para o Grupo A.
Em 2010, foi a ultima escola a desfilar, com o enredo sobre Neguinho da Beija-Flor.

## Segmentos

### Presidentes
DAVID CHAVES
MARCIO Hípolito  (TEMPORÁRIO) 
LUIZ Melancia (TEMPORÁRIO)
DAVID CHAVES

### Diretores
| Ano  | Diretor de Carnaval  | Diretor geral de harmonia | Mestre de bateria              | Ref.  |
| ---- | -------------------- | ------------------------- | ------------------------------ | ----- |
| 2013 | Comissão de Carnaval | Luizão & Auxiliares       | Thoddynho Show, Waldisinho, Jô | [ 1 ] |
| 2016 |                      |                           |                                |       |

### Coreógrafo
| Ano  | Nome | Ref. |
| ---- | ---- | ---- |
| 2016 |      |      |

### Casal de Mestre-sala e Porta-bandeira
| Ano  | Nome         | Ref.  |
| ---- | ------------ | ----- |
| 2013 | Pelé e Kelly | [ 1 ] |
| 2016 |              |       |

### Rainhas de bateria
| Período | Rainha       | Madrinha     | Ref. |
| ------- | ------------ | ------------ | ---- |
| 2016    | Regina Maria | Regina Maria |      |

## Carnavais
| Ano  | Colocação   | Grupo | Enredo | Carnavalesco      | Intérprete                                            | Ref.                       |
| ---- | ----------- | ----- | --- | ----------------- | ----------------------------------------------------- | -------------------------- |
| 1998 |             |       | Rio Paraibuna: Sua História, Nossa Vida | MARCOS CONEGUNDES | MARCIO MORENO                                         | [ 6 ]                      |
| 2000 | Vice-campeã | A     | Sou negro, sou negro sim senhor |                   |                                                       | [ 6 ]                      |
| 2002 |             | A     | Carlos Bracher - Uma Explosão de Luz e Cor |                   | FLÁVINHO DA JUVENTUDE                                 | [ 6 ]                      |
| 2003 | 3º lugar    | A     | Enverga mas não quebra |                   |                                                       | [ 6 ]                      |
| 2004 | Vice-campeã | A     | Martinho de todas as Vilas |                   |                                                       | [ 6 ] [ 7 ]                |
| 2005 | Campeã      | A     | Carnaval do povo nos mundo dos astros | MARCOS CONEGUNDES | Flavinho, Sandra Portela & Danilo Furtado             | [ 6 ] [ 8 ] [ 9 ]          |
| 2006 | 3º lugar    | A     | São João Del Rey - de Tiradentes a Tancredo, a Terra onde os sinos falam |                   |                                                       | [ 6 ] [ 10 ] [ 11 ]        |
| 2007 | 5º lugar    | A     | Kollofé Olorum: os quatro elementos na criação do mundo ao som dos tambores africanos |                   |                                                       | [ 6 ] [ 12 ] [ 13 ] [ 14 ] |
| 2008 | 5º lugar    | A     | O último baile da Ilha Fiscal |                   |                                                       | [ 6 ] [ 15 ] [ 16 ]        |
| 2009 | 4º lugar    | A     | No doce sabor da manga, o seu tronco é a Marrom |                   |                                                       | [ 17 ] [ 18 ]              |
| 2010 | 5º lugar    | A     | Juventude Imperial canta e encanta o destino de Neguinho da Vala, nas asas de um Beija-Flor Compositores:Paulinho Letra, Toddynho, Denilson Mano e Danilo. |                   | Flavinho da Juventude, Nilmar Romano e Sandra Portela | [ 17 ] [ 19 ]              |
| 2011 | 6º lugar    | A     | Sou Inocente, Sou Irreverente, Sou o Sorriso Desta Gente, no Palco da Folia a Juventude é só Alegria Compositores:Sérgio Português, Paulinho Letra, Denilson Mano, Bebeto, Ronaldo e Gê Show |                   | Flavinho Juventude e Nilmar Romano                    | [ 20 ] [ 21 ]              |
| 2012 | 5º lugar    | B     | Quem te conhece, não te esquece jamais – levanta, sacode a poeira e da a volta por cima. |                   |                                                       | [ 22 ] [ 23 ]              |
| 2013 | Campeã      | B     | Chico Rei, um monarca em terras mineiras | Fernando Valério  | Flavinho da Juventude                                 | [ 1 ] [ 24 ]               |
| 2014 | 4ºlugar     | A     | O enredo da escola Aqualtune: uma princesa negra no Quilombo de Palmares, exemplo de resistência, esperança e liberdade conta a história da princesa guerreira na África e líder de um Exército de milhares de homens. Mostra a sua força também em território brasileiro e vira símbolo de resistência |                   | Sandra Portella, flavinho, Marcio Moreno              | [ 25 ]                     |
| 2016 |             | A     | |                   |                                                       |                            |